# Medicinski pripomoček
Medicinski pripomočki so instrumenti, aparati, sredstva, materiali in drugi izdelki, ki se uporabljajo sami ali v kombinaciji, vključno s programsko opremo, potrebno za njihovo pravilno uporabo, ki jih je izdelovalec namenil za humano uporabo za: 
- diagnosticiranje, preprečevanje, spremljanje, zdravljenje ali lajšanje bolezni;
- diagnosticiranje, spremljanje, nadzorovanje, zdravljenje, lajšanje ali nadomeščanje okvare ali invalidnosti;
- preskušanje, nadomeščanje ali spreminjanje anatomskih ali fizioloških procesov;
- nadzor rojstev,

ter svojega osnovnega namena v/na človeškem telesu ne dosežejo (v nasprotju z zdravili) na podlagi farmakoloških, imunoloških ali presnovnih lastnosti, pri čemer jim te lahko pomagajo pri njihovem delovanju. Tale definicija velja za Slovenijo oziroma območje EU, sicer pa prihaja do regionalnih razlik v opredeljevanju. Na sploh gre za zelo široko področje, ki zajema na primer povoje, toplomere, merilnike krvnega sladkorja, rentgenske naprave ... Nekateri predstavljajo visoko (npr. infuzijske črpalke, inkubatorji), nekateri srednjo (npr. EKG, EEG, endoskopi), nekateri pa nizko stopnjo tveganja (npr. operacijske mize, elektronski toplomeri).

## Razvrščanje
Medicinske pripomočke glede na stopnjo tveganja za uporabnika razvrščamo v: 
- razred I – medicinski pripomočki z nizko stopnjo tveganja za uporabnika;
- razred IIa – medicinski pripomočki z višjo stopnjo tveganja za uporabnika;
- razred IIb – medicinski pripomočki z visoko stopnjo tveganja za uporabnika;
- razred III – medicinski pripomočki z najvišjo stopnjo tveganja za uporabnika.[2]

Posebna skupina so in vitro diagnostični medicinski pripomočki, kamor sodijo medicinski pripomočki kot reagenti, reagenčni produkti, umerjevalci, kontrolni materiali, kompleti, instrumenti, aparati, oprema ali sistemi, ki se uporabljajo posamezno ali v kombinaciji in je njihovo uporabo izdelovalec opredelil za preiskave bioloških vzorcev, vključno s krvjo in pridobljenimi tkivi človeškega izvora za pridobivanje podatkov o fiziološkem ali patološkem stanju, vrojenih nepravilnosti, varnosti oziroma združljivosti z uporabnikom ali spremljanju posegov pri zdravljenju.